# Solenocera koelbeli
Solenocera koelbeli is een tienpotigensoort uit de familie van de Solenoceridae. De wetenschappelijke naam van de soort is voor het eerst geldig gepubliceerd in 1911 door De Man.